# Episodi di Doppia sentenza (serie televisiva 1966) (terza stagione)
La terza stagione della serie televisiva Doppia sentenza è stata trasmessa in anteprima nel Regno Unito dalla BBC One tra il 4 ottobre 1967 e il 4 aprile 1968.
| nº | Titolo originale                     | Titolo italiano | Prima TV UK      | Prima TV Italia |
| -- | ------------------------------------ | --------------- | ---------------- | --------------- |
| 1  | The Target: Part 1: Sighted          |                 | 4 ottobre 1967   |                 |
| 2  | The Target: Part 2: Point Blank      |                 | 11 ottobre 1967  |                 |
| 3  | Material Evidence                    |                 | 18 ottobre 1967  |                 |
| 4  | Pieces of Silver                     |                 | 25 ottobre 1967  |                 |
| 5  | Something Unusual                    |                 | 8 novembre 1967  |                 |
| 6  | Never Forget a Face                  |                 | 15 novembre 1967 |                 |
| 7  | Inducement                           |                 | 22 novembre 1967 |                 |
| 8  | The Mind of the Beholder             |                 | 29 novembre 1967 |                 |
| 9  | The Hunt                             |                 | 3 dicembre 1967  |                 |
| 10 | Measure of Tolerance                 |                 | 13 dicembre 1967 |                 |
| 11 | Who's Mr. Smith?                     |                 | 20 dicembre 1967 |                 |
| 12 | The Bombay Doctor                    |                 | 27 dicembre 1967 |                 |
| 13 | Cause of Death                       |                 | 4 gennaio 1968   |                 |
| 14 | In Bulk                              |                 | 11 gennaio 1968  |                 |
| 15 | Complaint                            |                 | 18 gennaio 1968  |                 |
| 16 | Landing Whispers                     |                 | 25 gennaio 1968  |                 |
| 17 | Major Incident                       |                 | 1º febbraio 1968 |                 |
| 18 | Quicker by Rail                      |                 | 8 febbraio 1968  |                 |
| 19 | The Good Girl                        |                 | 15 febbraio 1968 |                 |
| 20 | Identity Unknown                     |                 | 22 febbraio 1968 |                 |
| 21 | Unfinished Business                  |                 | 29 febbraio 1968 |                 |
| 22 | Finger of Suspicion                  |                 | 7 marzo 1968     |                 |
| 23 | If I Can Help Somebody               |                 | 14 marzo 1968    |                 |
| 24 | Don't Tell Me, Let Me Guess          |                 | 21 marzo 1968    |                 |
| 25 | Fortune on the Move: Part 1: Payment |                 | 28 marzo 1968    |                 |
| 26 | Fortune on the Move: Part 2: Refund  |                 | 4 aprile 1968    |                 |